# Cirkusexpressen
Cirkusexpressen var en berg- och dalbana på nöjesfältet Liseberg i Göteborg. Berg- och dalbanan var hade premiär 1977 under namnet Lilla bergbanan och riktade sig främst till barn. Attraktionen togs bort 2008.
Tåget bestod av 15 vagnar med plats för två personer i varje vagn. Tåget åkte på en 199 meter lång bana och hade en maxhastighet på 33 km/h.
I folkmun kallades attraktionen Nyckelpigan, eftersom vagnarna från början var röda med svarta prickar. 1986 renoverades attraktionen och fick då olikfärgade vagnar. Attraktionen togs bort efter säsongen 2008 för att göra plats åt den nya berg-  och dalbanan Rabalder. År 2009 flyttades banan till Limburgs nöjespark Mondo Verde och där den gavs namnet Wilde Tijger Achtbaan. De gamla vita stålbalkarna på den har målats om till grön färg. Namnet ändrades sedan till Acthbaan följt av nuvarande Treno.

## Bilder
|  |  |